# Il provinciale (programma televisivo)
Il provinciale è un programma televisivo condotto da Federico Quaranta in onda dal 31 ottobre 2020. In ogni episodio viene raccontato un viaggio con lo scopo di descrivere le peculiarità culturali, territoriali, geografiche e morfologiche della località visitata e gli aspetti meno conosciuti del territorio, anche tramite la voce della popolazione locale e della naturalista Mia Canestrini.
Da settembre 2023 assume il sottotitolo Il racconti dei racconti, ispirato alla raccolta di favole Lo Cuntu de li Cunti, scritte nel XVII secolo da Giambattista Basile.

## Descrizione
Federico Quaranta, con la sua narrazione, il suo cammino e la sua fatica, va alla scoperta di storie particolari che sappiano raccontare un Paese unico al mondo, come l'Italia. Ogni storia è arricchita da approfondimenti tematici ed ospiti che incarnano l'animo dei diversi territori.

### Edizioni
| Edizione | Puntate | Durata  | Durata       | Conduzione        | Conduzione       | Regia          | Inizio trasmissione | Fine trasmissione | Rete televisiva | Rete televisiva | Sottotitolo              |
| -------- | ------- | ------- | ------------ | ----------------- | ---------------- | -------------- | ------------------- | ----------------- | --------------- | --------------- | ------------------------ |
| 1        | 24      | 50 min  | 17:15-18:05  | Federico Quaranta | -                | Sergio Spanu   | 31 ottobre 2020     | 1º maggio 2021    | Rai 2           | -               | -                        |
| 2        | 26      | 50 min  | 14:00-14:50  | Federico Quaranta | -                |                | 16 ottobre 2021     | 30 aprile 2022    | Rai 2           | -               | -                        |
| 3        | 27      | 50 min  | 14:00-14:50  | Federico Quaranta | -                |                | 9 ottobre 2022      | 29 aprile 2023    | Rai 2           | Rai 1           | -                        |
| 4        | 3       | 105 min | Prima serata | Federico Quaranta | -                |                | 17 settembre 2023   | 1º ottobre 2023   | Rai 3           | Rai 3           | Il racconto dei racconti |
| 5        | 5       | 100 min | Prima serata | Federico Quaranta | Angela Rafanelli | Andrea Rovetta | 17 febbraio 2024    | 16 marzo 2024     | Rai 3           | Rai 3           | Il racconto dei racconti |

## Puntate

### Prima edizione
Il programma è andato in onda tutti i sabati alle 17:15 su Rai 2.
| Nº | Titolo                                                          | Data prima visione |
| -- | --------------------------------------------------------------- | ------------------ |
| 1  | La Sila, cuore della Calabria                                   | 31 ottobre 2020    |
| 2  | Valle del Platani: il cuore segreto della Sicilia               | 7 novembre 2020    |
| 3  | Eremi ed eremiti: il cammino dello spirito                      | 14 novembre 2020   |
| 4  | Il Cilento, la terra silente                                    | 21 novembre 2020   |
| 5  | Pietra su pietra                                                | 28 novembre 2020   |
| 6  | La forza della terra                                            | 5 dicembre 2020    |
| 7  | La Valle del Tronto: una terra mutata                           | 12 dicembre 2020   |
| 8  | Da padre in figlio                                              | 19 dicembre 2020   |
| 9  | Dalla Valle di Comino ai Monti Simbruini: il romanzo dell'acqua | 9 gennaio 2021     |
| 10 | La memoria della terra                                          | 16 gennaio 2021    |
| 11 | Una storia d'altri tempi                                        | 23 gennaio 2021    |
| 12 | Mare sacro agli dei                                             | 30 gennaio 2021    |
| 13 | Lucania, la civiltà contadina                                   | 6 febbraio 2021    |
| 14 | I monti della luna                                              | 13 febbraio 2021   |
| 15 | Barbagia: viaggio al centro della terra                         | 20 febbraio 2021   |
| 16 | Costiera, la divina bellezza                                    | 27 febbraio 2021   |
| 17 | Tutte le anime dell'Elba                                        | 6 marzo 2021       |
| 18 | Matese, montagne d'acqua                                        | 13 marzo 2021      |
| 19 | Etna: demone o dea                                              | 20 marzo 2021      |
| 20 | La provincia forte e gentile                                    | 27 marzo 2021      |
| 21 | Aspromonte, terra di poeti e di utopie                          | 10 aprile 2021     |
| 22 | Sicilia, terra di contaminazioni                                | 17 aprile 2021     |
| 23 | Gallura, la terra gentile                                       | 24 aprile 2021     |
| 24 | Gargano: il suono del silenzio                                  | 1º maggio 2021     |

### Seconda edizione
Il programma è andato in onda tutti i sabati alle 14:00 su Rai 2.
| Nº | Titolo                                                    | Data prima visione |
| -- | --------------------------------------------------------- | ------------------ |
| 1  | Ischia, l'isola del dialogo                               | 16 ottobre 2021    |
| 2  | Le Langhe: da terra della malora a patrimonio dell'Unesco | 23 ottobre 2021    |
| 3  | La conca dell'Alpago e la pazienza del Piave              | 6 novembre 2021    |
| 4  | Enna e i Monti Erei: viaggio alle origini                 | 13 novembre 2021   |
| 5  | Le radici ca tieni                                        | 20 novembre 2021   |
| 6  | Carso: lungo il confine della storia                      | 27 novembre 2021   |
| 7  | Pantelleria, l'isola di tutti i venti                     | 4 dicembre 2021    |
| 8  | La Valtellina: lo spirito selvaggio della bellezza        | 11 dicembre 2021   |
| 9  | Foreste casentinesi: nel mezzo del cammino                | 18 dicembre 2021   |
| 10 | Il Vesuvio: un maestro di vita                            | 25 dicembre 2021   |
| 11 | Kendò! Viaggio nella Calabria arbereshe                   | 8 gennaio 2022     |
| 12 | San Vito Lo Capo: la penisola del tesoro                  | 15 gennaio 2022    |
| 13 | Abruzzo: Majella, la montagna madre                       | 22 gennaio 2022    |
| 14 | Un viaggio a ritroso                                      | 5 febbraio 2022    |
| 15 | La montagna pistoiese, terra di ultima magia              | 12 febbraio 2022   |
| 16 | Murgia pugliese: il buen retiro                           | 19 febbraio 2022   |
| 17 | Le valli valdesi: l'amore non verrà mai meno              | 26 febbraio 2022   |
| 18 | Quel ramo del Lago di Como                                | 5 marzo 2022       |
| 19 | Val di Fiemme: comunità magnifica                         | 12 marzo 2022      |
| 20 | La Romagna e il canto dei poeti                           | 19 marzo 2022      |
| 21 | Val Grande, nella pietra la memoria                       | 26 marzo 2022      |
| 22 | Alla ricerca della "città ideale"                         | 2 aprile 2022      |
| 23 | Isole Tremiti, il confine del paradiso                    | 9 aprile 2022      |
| 24 | La Val Badia, la natura e l'arte                          | 16 aprile 2022     |
| 25 | L'altra Sabina                                            | 23 aprile 2022     |
| 26 | Veneto: dal Lago di Garda ai Monti Lessini                | 30 aprile 2022     |

### Terza edizione
Il programma è andato in onda inizialmente la domenica alle 14:00 su Rai 2. Dalla terza puntata è andato in onda, in versione ridotta, tutti i sabati alle 11:25 su Rai 1, per poi essere riproposto, in versione integrale, la domenica pomeriggio sul secondo canale, talvolta alle 14:00 e altre volte alle 15:00.
| Nº | Titolo                                                        | Data prima visione |
| -- | ------------------------------------------------------------- | ------------------ |
| 1  | Sicilia: camminando lungo i secoli                            | 9 ottobre 2022     |
| 2  | Piemonte - Valle Po: il karma del "viso"                      | 16 ottobre 2022    |
| 3  | Valle d'Aosta - Gran Paradiso: devètéya il tempo del ritorno  | 22 ottobre 2022    |
| 4  | Basilicata: paese mio che stai sulla collina                  | 29 ottobre 2022    |
| 5  | Veneto: il magòn della laguna                                 | 5 novembre 2022    |
| 6  | Genova: di creuza in creuza                                   | 12 novembre 2022   |
| 7  | Murgia tarantina: la terra profonda                           | 19 novembre 2022   |
| 8  | Monte Amiata: qualcuno lo chiama Fuji-Amiata                  | 26 novembre 2022   |
| 9  | Gallura: tra stazzi, banditi e poeti                          | 4 dicembre 2022    |
| 10 | Veneto: il cieco destino della battaglia                      | 10 dicembre 2022   |
| 11 | Benevento e la magia delle janare                             | 7 gennaio 2023     |
| 12 | Abruzzo - Valle del Sagittario: l'orgoglio ritrovato          | 14 gennaio 2023    |
| 13 | Molise e Lazio: il senso del silenzio                         | 21 gennaio 2023    |
| 14 | Sardegna: alle origini della civiltà                          | 28 gennaio 2023    |
| 15 | Tuscia: elogio della fragilità                                | 4 febbraio 2023    |
| 16 | Modena: nella pancia dell'Emilia                              | 11 febbraio 2023   |
| 17 | Chiara d'Assisi e il privilegio della povertà                 | 18 febbraio 2023   |
| 18 | Mugello: seguendo le orme di Don Milani                       | 25 febbraio 2023   |
| 19 | Livorno: città aperta                                         | 4 marzo 2023       |
| 20 | Rosa Balistreri in una terra ca nun senti                     | 11 marzo 2023      |
| 21 | Dal Terminillo alla Piana di Rieti: discese ardite e risalite | 18 marzo 2023      |
| 22 | Grecia salentina: l'Itaca a cui tornare                       | 25 marzo 2023      |
| 23 | Val Senales: i pilastri del cielo                             | 1º aprile 2023     |
| 24 | Santi, artisti e piccoli eroi della provincia italiana        | 8 aprile 2023      |
| 25 | Monti Cimini: la provincia nobile                             | 15 aprile 2023     |
| 26 | Umbria: i colori del paesaggio                                | 22 aprile 2023     |
| 27 | Irpinia: terra di lupi, poeti e musicisti                     | 29 aprile 2023     |

### Quarta edizione
Il programma è andato in onda la domenica in prima serata su Rai 3.
| Nº | Titolo                                | Data prima visione |
| -- | ------------------------------------- | ------------------ |
| 1  | Sardegna                              | 17 settembre 2023  |
| 2  | Lucania                               | 24 settembre 2023  |
| 3  | Salento: la vertigine dei tarantolati | 1º ottobre 2023    |

### Quinta edizione
Il programma è andato in onda il sabato in prima serata su Rai 3.
| Nº | Titolo               | Data prima visione |
| -- | -------------------- | ------------------ |
| 1  | Va, pensiero         | 17 febbraio 2024   |
| 2  | Genova è una canzone | 24 febbraio 2024   |
| 3  | E lungo il Tevere... | 2 marzo 2024       |
| 4  | I suoni di Partenope | 9 marzo 2024       |
| 5  | Nel mezzo della vita | 16 marzo 2024      |